# Ducati Apollo
Pour les articles homonymes, voir Apollo.
L’Apollo est un modèle de moto imaginé par la firme italienne Ducati. Cette machine destinée à équiper la police américaine n’entrera jamais en production.

## Motorisations Ducati
Ducati est surtout connu pour ses moteurs monocylindres et bicylindres en V ouvert à 90°. L'usine a également fait sensation en 2003, en s'engageant en MotoGP avec un moteur différent de sa production actuelle : un V4 pour équiper la Desmosedici. Mais ce n'est pas la première fois qu'une telle architecture prend place dans le cadre d'une machine de Bologne.
En effet, en 1965, un projet de quatre cylindres en ligne était censé équiper une 125 de GP. Il ne fut jamais engagé.
Plus récemment, au début des années 1980, l'accouplement de deux moteurs Pantah de 500 cm³ a été imaginé par Taglioni. Ce moteur aurait pu donner près de 130 chevaux avec un minimum de préparation. Le coût de fabrication trop élevé et la tendance des constructeurs japonais à délaisser les 1 000 cm3 au profit de 750 dissuadèrent les dirigeants de s'investir dans le projet.
Mais c'est en 1963 que l'on trouve la version roulante du quatre cylindres Ducati : la 1260 Apollo.

## Description
Initialement prévue pour le marché américain, elle voulut concurrencer sur son terrain Harley-Davidson, fournir la police américaine. Réalisant plus de 85 % du chiffre d'affaires de Ducati, l'importateur américain, US Berliner Motor Corp., n'a pas de mal à décider Taglioni à se lancer dans ce projet. C'est pour cela que la moto porte le nom du programme spatial américain.
Taglioni décide donc que le moteur sera un quatre cylindres en V à 90°. L'équilibrage naturel annihile une bonne partie des vibrations et offre des performances plus qu'honnêtes. Le premier prototype est annoncé pour 100 chevaux alors qu'une Harley-Davidson de la même époque ne développait que 55 chevaux. L'ensemble des éléments de suspension sont puisés dans le catalogue Ceriani.
L’Apollo, avec son originalité mécanique, fera les grands titres de la presse spécialisée.
Le plus gros défaut venait qu'aucun pneu n'était capable d'encaisser une telle puissance. Le pilote d'essai Gianfranco Librenti déchappa à près de 160 km/h lors d'un test. Pour régler ce problème, le moteur a été dégonflé pour être ramené à 65 chevaux. Bien que suffisante pour la police américaine, cette puissance était en dessous de ses concurrentes britanniques ou allemandes et rendait la moto trop chère pour si peu de potentiel.

## Prototypes
L'Apollo ne sortit qu'en deux exemplaires prototypes :
- le premier est recouvert d'une peinture dorée, il utilise une selle énorme, des garde-boue enveloppants, un guidon corne-de-vache et des pneus à flancs blancs rehaussés du logo du manufacturier Pirelli. Elle porte, sur son réservoir, le logo DB pour Ducati Berliner ;
- le second modèle est plus sobre. Une peinture noire et argent le recouvre. Les garde-boue sont plus fins. Ce modèle est actuellement la propriété d'un collectionneur japonais et est exposé dans le musée Ducati.

Son moteur va cependant servir de base à la réalisation du V twin de route (celui de la 750 sortie début 1970 et de la 900) qui fait figure de mécanique sophistiquée et originale à l'époque.